# Bedhampton
Bedhampton – osada w Anglii, w hrabstwie Hampshire, w dystrykcie Havant. Leży 36 km na południowy wschód od miasta Winchester i 95 km na południowy zachód od Londynu. W 2011 miejscowość liczyła 8835 mieszkańców. Bedhampton jest wspomniana w Domesday Book (1086) jako Betametone.